# Chievo Verona
Die Associazione Calcio Chievo Verona, kurz Chievo Verona oder einfach Chievo genannt, ist ein italienischer Fußballverein aus Chievo, einer Fraktion, die der venetischen Stadt Verona angehört.
Der Verein ist seit 2024 wieder im italienischen Fußball anwesend, nachdem der ehemalige Kapitän Sergio Pellissier die Namensrechte des aufgelösten Klubs gekauft hat. Der Klub hat als erstes Beispiel in Italien eine Crowdfunding-Aktion organisiert und hat heute ca. 800 Mitglieder. Chievo Verona ist außerdem der einzige Verein in Italien, der in allen Ligen des italienischen Fußballsystems gespielt hat.

## Geschichte

### Frühe Jahre
Chievo Verona wurde 1929 von einer kleinen Anzahl Fußballfans aus dem kleinen Stadtteil Chievo, einer Fraktion von Verona, gegründet. Zunächst wurde der Verein nicht offiziell in den italienischen Fußballverband aufgenommen, nahm aber an mehreren Amateurturnieren teil und bestritt Freundschaftsspiele unter dem Namen OND Chievo, ein Titel, der vom faschistischen Regime verhängt worden war. Der Verein hatte sein offizielles Debüt am 8. November 1931. Die Vereinsfarben waren zu der Zeit noch Blau-Weiß. 1936 musste der Verein aufgrund wirtschaftlicher Probleme aufgelöst werden, kehrte aber nach dem Zweiten Weltkrieg im Jahr 1948 zurück und nahm den Spielbetrieb an der „Seconda Divisione“, der damals zweiten Liga, wieder auf.
1957 zog das Team in die „Carlantonio Bottagisio“, einem Pfarrplatz, wo sie bis 1986 spielten. Im Jahr 1959 wurden die Ligen in Italien umstrukturiert und Chievo wurde der „Seconda Categoria“ zugeteilt. In diesem Jahr änderte Chievo den Vereinsnamen aufgrund eines neuen Sponsors in Cardi Chievo. In der Seconda Categoria feierte Chievo den Aufstieg in die „Prima Categoria“, stieg aber im Jahr 1962 – das erste Mal in der Vereinsgeschichte – wieder ab.

### Serie von Aufstiegen

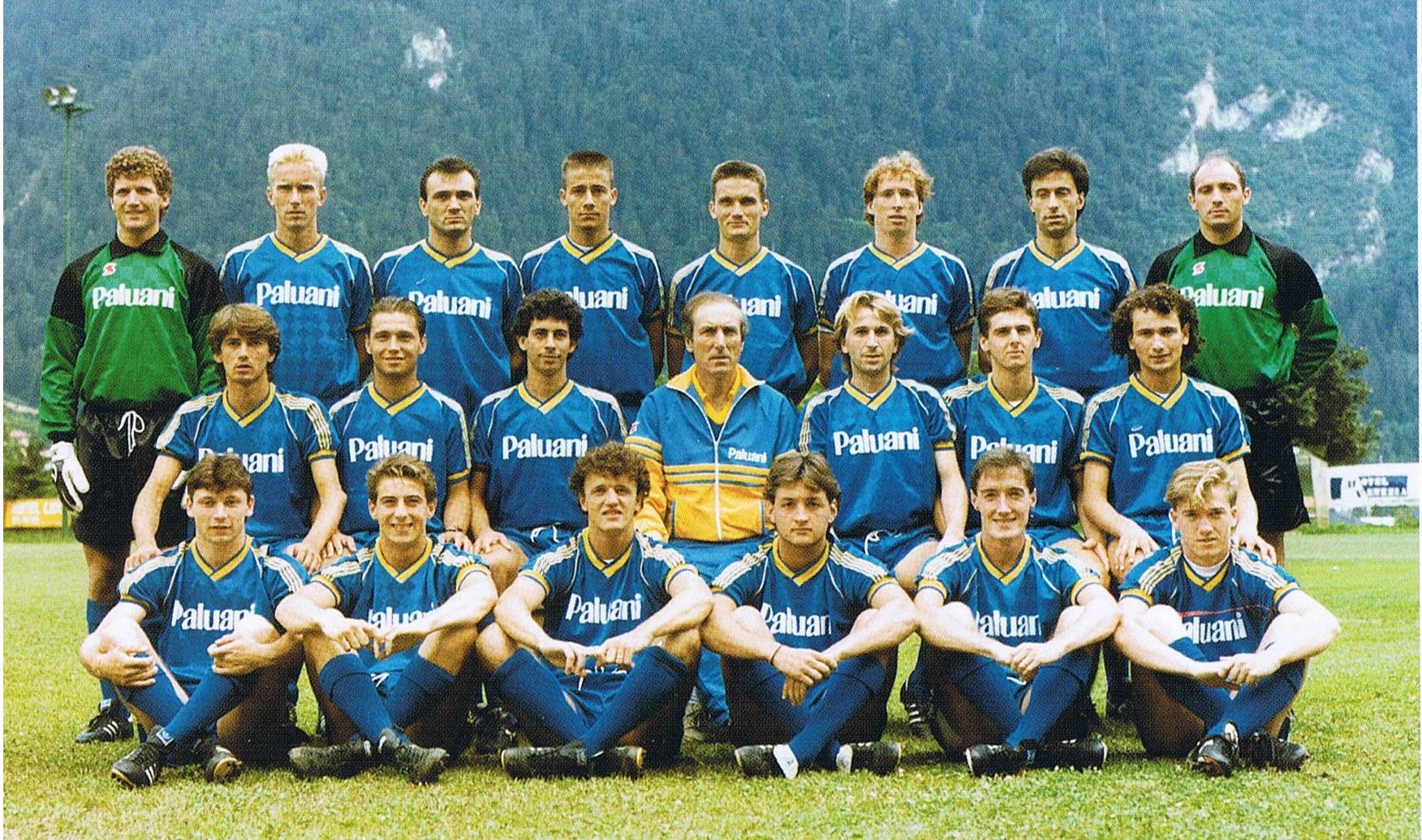
Mannschaft im Jahr 1988

Im Jahr 1964 wurde Luigi Campedelli, Geschäftsmann und Inhaber der Firma Paluani, zum neuen Präsidenten des Vereins ernannt. Unter seiner Präsidentschaft feierte Chievo eine Serie von Aufstiegen, im Jahr 1975 stieg man in die Serie D auf. Unter dem neuen Namen Paluani Chievo stieg der Club im 1986 noch einmal auf, diesmal in die Serie C2, der damals 4. Liga. Da das Stadion, in dem Chievo bisher seine Heimspiele austrug, als für zu klein für die 4. Liga betrachtet wurde, zog man in das Stadio Marcantonio Bentegodi, welches in Verona liegt, um. Im Jahr 1989 schaffte man den Aufstieg in die drittklassige Serie C1. Im Jahr 1990 änderte Chievo seinen Namen in das bis heute bestehende A.C. Chievo Verona um.
Im Jahr 1992 starb Präsident Luigi Campedelli an einem Herzinfarkt, neuer Präsident wurde sein Sohn Luca, damals 23 Jahre alt. Luca Campedelli war bis 2008 jüngster Präsident eines Fußballvereins in Italien. Campedelli beförderte Giovanni Sartori zum neuen Sportdirektor des Vereins und Alberto Malesani zum neuen Cheftrainer. Unter Malesani wurde der Verein Meister in der Serie C1 und stieg erstmals in der Vereinsgeschichte in die Serie B, die zweite Liga des Landes, auf. 1997 verließ Malesani den Verein und unterschrieb einen Vertrag beim AC Florenz, Silvio Baldini wurde neuer Trainer, verließ den Verein jedoch kurze Zeit später wieder. Domenico Caso wurde neuer Trainer, wurde aber nach einer knapp einjährigen Amtszeit wieder entlassen und durch Lorenzo Balestro ersetzt.
In der Saison 2000/01 wurde Luigi Delneri als neuer Trainer vorgestellt und erreichte gleich den dritten Platz, damit stieg Chievo das erste Mal in seiner Vereinsgeschichte in die Serie A auf.

### Die ersten Jahre in der Serie A (2001–2007)
Das erste Jahr in der Serie A verlief für Chievo sehr erfolgreich. Den Kritikern zum Trotz, die einen sofortigen Wiederabstieg prognostiziert hatten, spielte Chievo unterhaltsamen und teils spektakulären Fußball und führte die Liga sogar sechs Spieltage in Folge als Tabellenerster an. Am Ende der Saison 2001/02 erreichte die Mannschaft schließlich einen respektablen fünften Platz, somit war man für die Qualifikationsrunde des UEFA-Pokals qualifiziert. Dort scheiterten sie dann allerdings in der ersten Runde gegen den serbischen Verein FK Roter Stern Belgrad.
Die Saison 2002/03 verlief auch wieder relativ erfolgreich, am Saisonende erreichte man den siebten Platz und gehörte damit zu den besseren Mannschaften der Serie A. Die Saison 2003/04 wurde auf dem neunten Platz beendet. Die Saison 2004/05 dagegen verlief sehr unglücklich. Mit dem neuen Trainer Mario Beretta, der von Ternana Calcio kam, erwischte der Klub zunächst einen guten Start und war zwischenzeitlich Dritter hinter Juventus Turin und der AC Mailand, bevor die Mannschaft nach und nach an Profil verlor und schließlich im Abstiegskampf landete. Drei Spieltage vor Schluss befand sich Chievo auf dem 18. Tabellenplatz, einem Abstiegsplatz. Beretta wurde entlassen und durch den Interimstrainer Maurizio D’Angelo, einem ehemaligen Spieler von Chievo, ersetzt. Mit D’Angelo konnte man aus den letzten drei Spielen zwei Siege und ein Unentschieden holen und schaffte den Klassenerhalt letztendlich. Zur Saison 2005/06 wurde Giuseppe Pillon als neuer Trainer vorgestellt. Unter Pillon konnte das Team wieder bessere Ergebnisse erzielen und beendete die Saison auf dem siebten Platz und war damit für die Qualifikationsrunde für den UEFA-Pokal qualifiziert. Durch den großen Fußball-Skandal rückte Chievo sogar noch drei Plätze nach oben und war somit für die dritte Qualifikationsrunde zur UEFA Champions League qualifiziert. Dort traf man auf Levski Sofia, verlor das Hinspiel in Sofia allerdings mit 0:2 und spielte dann zu Hause 2:2-Unentschieden, somit war man ausgeschieden. Danach startete man in der ersten UEFA-Pokal-Qualifikationsrunde, wo man Sporting Braga aus Portugal zugelost bekam. Das Hinspiel gewann Braga mit 2:0, das Rückspiel am 28. September in Verona gewann Chievo zwar mit 2:1, doch aufgrund der Gesamtwertung qualifizierte sich Braga für den UEFA-Pokal.
Nach einer 0:1-Niederlage gegen den FC Turin wurde Pillon beurlaubt und von Luigi Delneri ersetzt, welcher den Verein zum einstigen Aufstieg in die Serie A geführt hatte.
Am 27. Mai 2007 war Chievo am letzten Spieltag eine von fünf Mannschaften, die abstiegsgefährdet war. Ein Unentschieden hätte zum Klassenerhalt gereicht, aber Chievo verlor 0:2 gegen Catania, einem direkten Konkurrenten im Abstiegskampf und musste somit nach sechs Spielzeiten in der Serie A in der Saison 2007/08 in der Serie B antreten.

### Unglücklicher Abstieg und Wiederaufstieg
Nach dem enttäuschenden Abstieg in der letzten Saison setzte Chievo das Ziel des sofortigen Wiederaufstiegs in die höchste Spielklasse. Nach dem erwarteten Abgang von mehreren Topspielern wie Franco Semioli, Salvatore Lanna, Matteo Brighi, Paolo Sammarco und Erjon Bogdani trennte sich der Verein auch von Trainer Delneri und ersetzte ihn durch Giuseppe Iachini. Auch Lorenzo D’Anna, seit 1994 beim Verein und Kapitän, verließ den Verein, neuer Kapitän wurde Sergio Pellissier. Die Mannschaft wurde nahezu komplett umgekrempelt, mit neuen Transfers wie Maurizio Ciaramitaro und Simone Bentivoglio fand man den Weg auf die Erfolgsspur zurück. Nach einem 1:1-Unentschieden am 41. Spieltag gegen US Grosseto hatten die Fliegenden Esel drei Punkte Abstand auf Verfolger FC Bologna und waren auf dem ersten Platz. Am letzten Spieltag reichte ein 2:2 gegen die AS Bari, um als Meister der Serie B wieder aufzusteigen.
Die Saison 2008/09 in der Serie A war vom Abstiegskampf geprägt, der Klassenerhalt konnte mit 38 Punkten knapp erreicht werden. Seit ihrer Rückkehr in die Serie A spielte Chievo meistens im unteren Tabellendrittel um den Klassenerhalt. In der Saison 2018/19 stiegen die Veronesen nach elfjähriger Zugehörigkeit zur höchsten italienischen Spielklasse in die Serie B ab.

### Finanzielle Probleme, Zwangsabstieg und Neugründung
Im Juli 2021 erhielt Chievo aufgrund finanzieller Probleme keine Lizenz für die Serie B und stieg nach Ablehnung des letzten Einspruchs in die Serie D ab.
Nachdem der Verein 2021 aufgelöst worden war, begann Ex-Chievo-Spieler Sergio Pellissier damit, einen Nachfolgeverein zu gründen, den FC Clivense. Dies war nötig, da man keine Namensrechte für eine Neugründung von Chievo Verona hatte. Im Jahr 2024 erwarb Pellissier für 330.000 Euro die Namensrechte zurück, womit der FC Clivense in „AC ChievoVerona“ und den alten Farben wieder antreten konnte. Zudem konnte der Verein dadurch im italienischen Fußball wieder starten und spielt seit der Saison 2024–2025 in der Serie D, Gruppe B.

### Vereinswappenhistorie

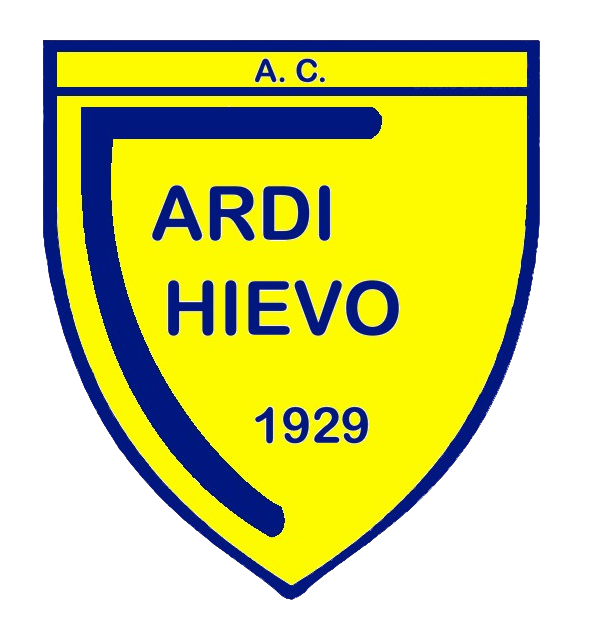
Cardi Chievo 1959–1975
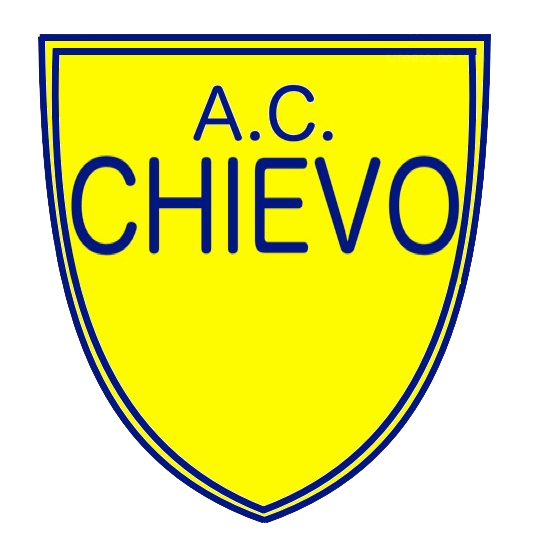
A.C. Chievo 1975–1981
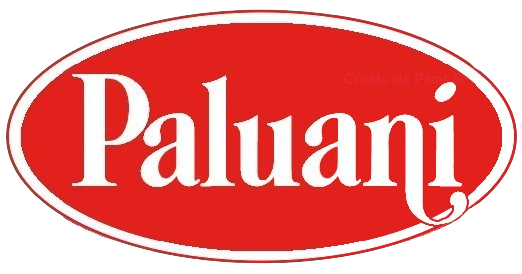
Paluani Chievo 1981–1986
A.C. ChievoVerona 2001–2021

## Fans

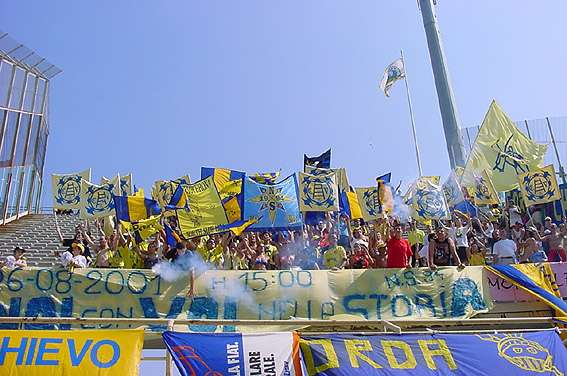
Tifosi von Chievo Verona

Obwohl Chievo langjähriger Erstligist ist und einige Erfolge – wenn auch bescheidene – vorweisen kann, sind die Zuschauerzahlen vergleichsweise gering. Der Stadtrivale Hellas Verona ist deutlich populärer, da dieser früher längere Zeit erfolgreich in der ersten Liga gespielt hatte und einmal Meister wurde. Eine Besonderheit ist auch, dass die Chievo-Fans bei Heimspielen auf der eigentlich für die Gäste vorgesehenen Tribüne stehen und sich North Side nennen.
Bemerkenswert ist auch der Spitzname Mussi Volanti (Die fliegenden Esel) der Chievo-Fans. Als Chievo noch in den unterklassigen Ligen spielte, behaupteten Fans von Hellas Verona, dass Esel eher fliegen, als dass Chievo in der ersten Liga spielt. Als Chievo dann tatsächlich in die Serie A aufgestiegen war, gaben sich die Chievo-Fans fortan den Namen „Die fliegenden Esel“.

## Ehemalige Spieler
- Amauri 2003/04–2005/06, Stürmer, 90 Spiele (17 Tore)
- Erjon Bogdani 2007; 2008/09, Stürmer, 49 Spiele (8 Tore)
- Oliver Bierhoff 2002/03, Stürmer, 26 Spiele (7 Tore)
- Matteo Brighi 2004/05–2006/07, 68 Spiele (4 Tore)
- Simone Barone 2000/01–2001/02, Mittelfeldspieler, 47 Spiele (4 Tore)
- Andrea Barzagli 2003/04, Verteidiger, 29 Spiele (3 Tore)
- Eugenio Corini
- Bernardo Corradi 2000/01–2001/02, Stürmer, 68 Spiele (22 Tore)
- Lorenzo D’Anna 1994/95–2006/07, Verteidiger, 161 Spiele (17 Tore)
- Enrico Fantini
- Stefano Fiore 1996/97, Mittelfeldspieler, 38 Spiele (2 Tore)
- Salvatore Lanna 1996/97–2006/07, Verteidiger, 199 Spiele (3 Tore)
- Nicola Legrottaglie 1998–2003, Verteidiger, 66 Spiele (6 Tore)
- Cristiano Lupatelli 2001/02–2002/03, Torwart, 59 Spiele
- Luca Marchegiani
- Michele Marcolini 2006/07, Mittelfeldspieler, 68 Spiele (9 Tore)
- John Mensah 2002/03; 2004/05, Verteidiger, 22 Spiele (kein Tor)
- Fabio Moro 1999–2010, Verteidiger, 169 Spiele (1 Tor)
- Stefano Morrone 2003/04, Mittelfeldspieler, 20 Spiele (kein Tor)
- Davide Moscardelli
- Simone Perrotta 2001–2004, Mittelfeldspieler, 95 Spiele (6 Tore)
- Giuseppe Sculli
- Franco Semioli 2003–2007, Mittelfeldspieler, 133 Spiele (10 Tore)
- Luciano Siqueira de Oliveira 2000–2013, Mittelfeldspieler, 251 Spiele (11 Tore)

## Erfolge
A-Mannschaft:
- Serie D: 1 (1985/86)
- Serie C2: 1 (1988/89)
- Serie C1: 1 (1993/94)
- Serie B: 1 (2007/08)

Jugendmannschaft:
- Italienische U-18-Meisterschaft: 1 (1985/86)

## Vereinsrekorde in der Serie A
Für die Serie A gilt folgendes:
- Höchster Sieg : 4:0 Chievo Verona – Lazio Rom in der Saison 2015/16
- Höchste Niederlage: 0:5 Chievo Verona – AS Rom in der Saison 2001/02
- Rekordspieler: Sergio Pellissier mit 203 Einsätzen
- Rekordtorschütze: Sergio Pellissier mit 54 Toren

## Frauenfußball
Am 31. Juli 2017 stieg der Verein mit rund 51 % beim Frauenfußball Verein Fimauto Valpolicella Calcio Femminile SSD ein. Der Verein mit dem Spitznamen ChievoVerona Valpo, spielt seit 2017/2018 in der Serie A.